# Addio giovinezza (film 1965)
Addio giovinezza è un film del 1965 diretto da Silverio Blasi.
Si tratta dell'adattamento cinematografico di un'operetta, suddivisa in due tempi.

## Trama
Con un soliloquio didascalico sono spiegati la nascita dell'omonima operetta, chi fossero Nino Oxilia e Alessandro Camasio e vari particolari.
Nella Torino del 1910 un laureando, Mario, vive con la propria fidanzata, Dorina, e la madre di questa, Rosa; lui ed i suoi amici, Leone e Carlo, fidanzato con Emma, devono superare gli esami per diventare dottori.
Un giorno fa irruzione dentro casa una bella condomina, il cui volto era velato, Elena, dall'aria affannata ed apparentemente impaurita, che chiede a Mario, che era solo nella stanza, di entrare affermando di essere inseguita da un uomo, e Mario la fa entrare prendendosene cura, ed i due cominciano a parlare, e mario le chiede La donna, alla fine, ammette che nessun uomo la stesse inseguendo e che usò la bugia come espediente per semplice curiosità, per entrare in casa di Mario e conoscerlo; al che anche Mario mostra curiosità e chiede alla donna di togliersi il velo che le copriva il viso, ma Elena gli risponde che lo avrebbe fatto quella sera stessa al Teatro Carignano, e si danno appuntamento lì.
Dorina sente Mario alle prese con la signora, così bussa agitatamente per rientrare e vedere cosa stesse succedendo, e Mario fa in tempo a far uscire la signora per far rientrare Dorina rientra nella stanza che, arrabbiata ed ingelosita, rientra appena dopo che la donna lasciasse l'abitazione, e chiede a Mario chi fosse "quella signora antipatica", ma lui alla domanda risponde evasivamente di non conoscerla e neppure di averla vista in faccia, ma Dorina si sente tradita: afferma di aver udito che Mario sarebbe andato a teatro per incontrarla di nuovo quella sera; giungono nell'abitazione anche i due amici, e Dorina costringe il fidanzato a giurare davanti a loro che non sarebbe andato a teatro quella sera, ed al giuramento lei si tranquillizza e lascia la stanza. Mario, solo con i due amici spiega la vicenda, ed i due, anziché ostacolarlo come da giuramento, lo aiuteranno con la propria complicità, e lo aiutano a vestirsi in modo elegante e Leone gli presterà malvolentieri venti lire vinte a carambola ed il soprabito.